# Philonotis muhlenbergii
Philonotis muhlenbergii là một loài rêu trong họ Bartramiaceae. Loài này được Schwägr. Brid. mô tả khoa học đầu tiên năm 1827.